# Pasiphae (vệ tinh)
Pasiphae /pəˈsɪfeɪ.iː/, trước đây được viết là Pasiphaë, là một vệ tinh tự nhiên dị hình chuyển động nghịch hành của Sao Mộc. Nó được khám phá ra vào năm 1908 bởi Philibert Jacques Melotte và sau đó được đặt tên theo nữ thần Pasiphaë, vợ của thần Minos và là mẹ của thần Minotaur trong Thần thoại Hy Lạp.
Nó lần đầu được nhìn thấy trong một bức ảnh được chụp tại Đài thiên văn Hoàng gia Greenwich vào đêm 28 tháng 2 năm 1908. Việc kiểm tra lại các bức ảnh trước đó đã phát hiện ra nó từ tận ngày 27 tháng 1. Nó nhận được tên chỉ định tạm thời là 1908 CJ, vì lúc đó không rõ nó là một thiên thạch hay là một vệ tinh của Sao Mộc. Việc công nhận nó được thực hiện sau đó vào ngày 10 tháng 4.
Pasiphae nhận được cái tên hiện tại vào năm 1975; trước đó nó chỉ đơn giản được gọi là Jupiter VIII. Đôi lúc nó được gọi là "Poseidon" từ năm 1955 đến năm 1975.

## Quỹ đạo

Các vệ tinh dị hình chuyển động nghịch hành của Sao Mộc.

Pasiphae quay quanh Sao Mộc với một quỹ đạo nghịch hành có độ lệch tâm cao và độ nghiêng quỹ đạo cao. Nó được lấy để đặt tên cho nhóm Pasiphae, gồm các vệ tinh dị hình chuyển động nghịch hành quanh sao Mộc với một khoảng cách trong khoảng từ 22,8 đến 24,1 triệu km, và với độ nghiêng nằm trong khoảng từ 144,5° đến 158,3°. Các số liệu về quỹ đạo được lấy từ tháng 1 năm 2000. Chúng liên tục thay đổi do tác động của những sự nhiễu loạn gây ra bởi mặt trời và các hành tinh. Biểu đồ mô tả quỹ đạo của nó trong mối quan hệ với các vệ tinh dị hình nghịch hành khác của sao Mộc. Độ lệch tâm của các vệ tinh xuất hiện trong biểu đồ được biểu thị bằng những đường kẻ màu vàng (kéo dài từ cận điểm quỹ đạo tới viễn điểm quỹ đạo). Vệ tinh bình thường ngoài cùng Callisto cũng được cho vào biểu đồ để có sự tham chiếu.
Pasiphae cũng được biết đến là có một sự cộng hưởng trường kỳ với Sao Mộc (ràng buộc kinh độ của củng điểm quỹ đạo (perijove) của nó với kinh độ của cận điểm quỹ đạo (perihelion) của Sao Mộc).

## Đặc điểm vật lý

Pasiphae được tàu vũ trụ WISE quan sát vào năm 2014

Với đường kính ước tính vào khoảng 58 km, Pasiphae là vệ tinh chuyển động nghịch hành lớn nhất và là vệ tinh dị hình lớn thứ ba sau Himalia và Elara.
Các đo đạc quang phổ trong tia hồng ngoại cho thấy rằng Pasiphae là một thiên thể không có phổ điện từ, phù hợp với nguồn gốc tiểu hành tinh đã được nghi ngờ từ trước của thiên thể. Pasiphae được tin là một mảnh vụn từ một tiểu hành tinh bị bắt cùng với các vệ tinh nằm trong nhóm Pasiphae khác.
Trong phổ điện từ nhìn thấy được thì vệ tinh này có màu xám (chỉ mục màu B-V= 0,74, R-V= 0,38) giống với những tiểu hành tinh kiểu C.